# Innokenti Annenski

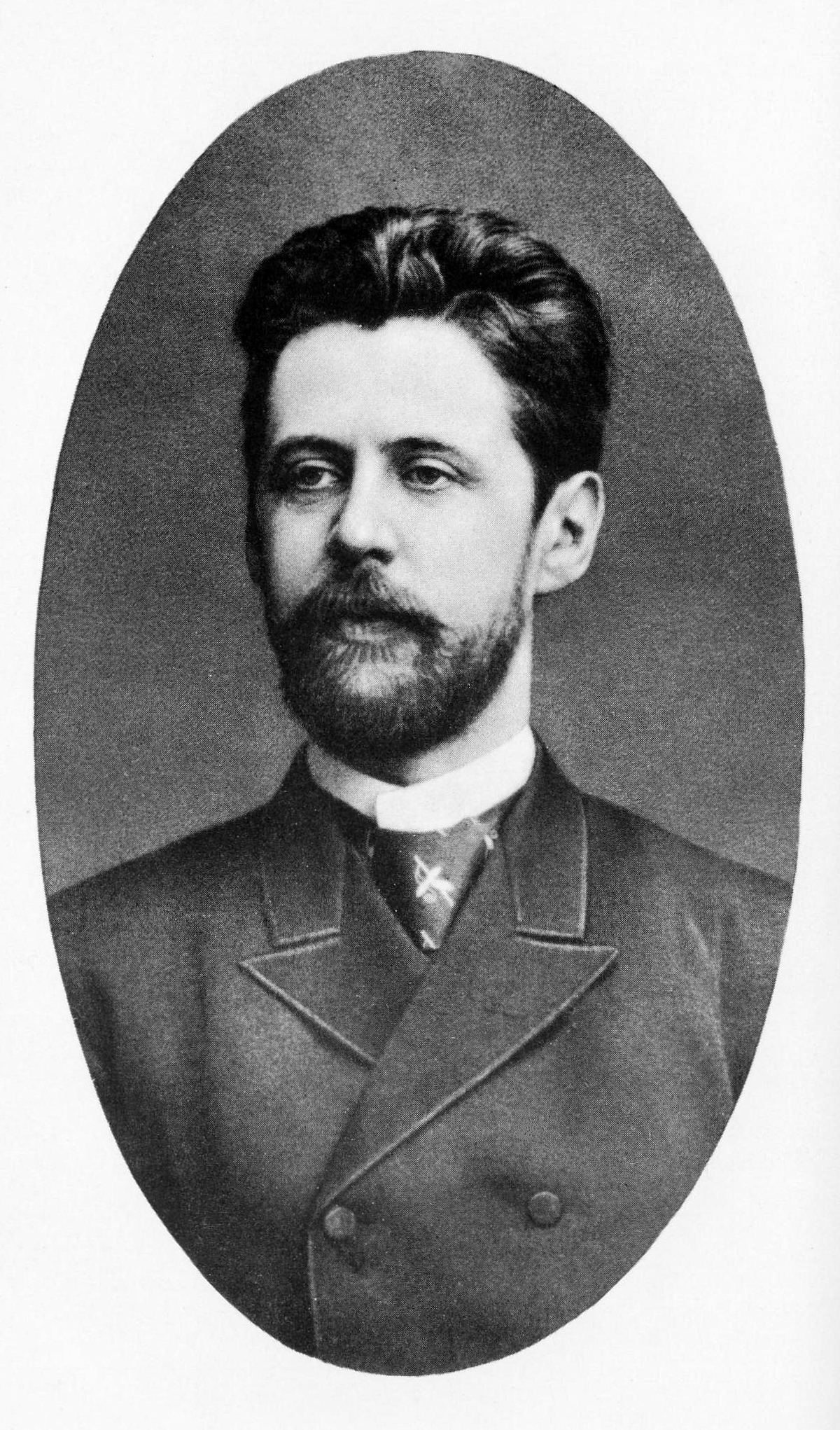
Innokenti Annenski rond 1885

Innokenti Fjodorovitsj Annenski (Russisch: Иннокентий Фёдорович Анненский) (Omsk, 1 september 1855 – Sint-Petersburg, 13 december 1909) was een Russisch schrijver, dichter, vertaler en criticus. Hij werd gezien als een voorloper van het Russisch symbolisme en het acmeïsme.

## Leven en werk
Annenski was zoon van een hoge ambtenaar en een moeder die volgens een overlevering van Hannibal zou afstammen. Hij verloor zijn ouders al op jonge leeftijd en werd opgevoed door een oom, die een vooraanstaand criticus en politiek activist was. In 1879 studeerde Annenski af als filoloog aan de Universiteit van Sint-Petersburg, om vervolgens leraar klassieke talen en Russische literatuur te worden in Tsarskoje Selo (waar Anna Achmatova een van zijn leerlingen was).
Annenski begon jong met het schrijven van verzen, maar publiceerde pas vanaf 1901. Zijn werken verwierven al snel enige bekendheid, niet alleen zijn dichtbundel Stille liederen uit 1904, gepubliceerd onder de naam Nik. T-o (Niemand), maar ook een aantal neoclassicistische tragedies (Melanippa Filosof, Tsar Ixion en Laodamia, uit respectievelijk 1902, 1904 en 1906). In 1906 verscheen een bundel literaire essays (Bespiegelingen, over Gogol, Lermontov, Gontsjarov en de door hem bewonderde Dostojevski), welke van grote invloed werd op de beweging van het Russisch symbolisme alsook het acmeïsme. Jonge dichters als Aleksandr Blok, Nikolaj Goemiljov en Valeri Brjoesov prezen zijn gedichten. De beste kenmerkten zich door een zekere obscuriteit en subtiele associaties met halfvergeten herinneringen, waaronder reisindrukken per spoor. Onmiddellijk na zijn dood in 1909 werd zijn bekendste dichtbundel Het cypressehouten kistje gepubliceerd. Daarna ontstond pas zijn grootste populariteit, tussen 1910 en 1920, niet alleen vanwege zijn verzen, maar ook vanwege zijn geroemde vertalingen van Franse symbolisten als Baudelaire, Rimbaud en Verlaine.
Annenski's doodoorzaak was een hartaanval op het Tsarskoe Selo-station te Sint-Petersburg en werd geweten aan complexe familiaire problemen: Veel van Annenski's verzen waren opgedragen aan zijn schoondochter, voor wie hij een heftige maar onbeantwoorde liefde koesterde.

## Gedicht (fragment)

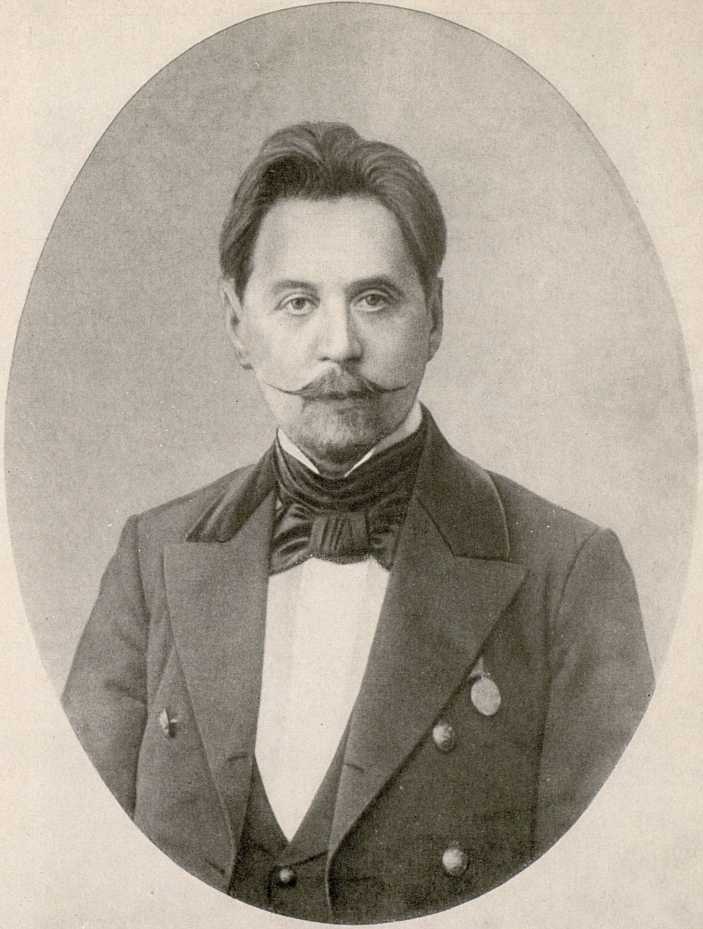
Annenski rond 1900

En nu dat ik opnieuw aan je denk,
Aan de bruid tussen bloeiende struiken,
Doemen achter het roestige hek,
De hermetisch vergrendelde luiken.
Ieder langzaam neerdwarrelend woord,
Wit als bloesem, fragiel, onweerstaanbaar,
Klinkt voor mij als een droevig akkoord,
Maar slechts één heb ik lief - onbestaanbaar.
(vertaling Peter Zeeman)

## Trivia
- In 1979 werd een nieuwe, kleine, door de Sovjet-astrologe Ljoedmilla Zjoeraljova ontdekte planeet naar hem vernoemd: 3724 Annenski.
- Annenski is voor het Nederlandse taalgebied voor zover bekend ontdekt door Wilfred Smit[1]. De vertaalde gedichten ' Twee liefdes' en ' Ik op de bodem' zijn opgenomen in zijn Verzameld werk.